# Stosunki jordańsko-syryjskie
Jordania i Syria uzyskały niepodległość faktycznie w 1946. Przez większość ich historii relacje między obydwoma państwami były trudne, oba państwa współpracowały jedynie okazjonalnie i głównie w kontekście sporu z Izraelem, do którego obydwa były wrogo nastawione (Jordania tylko do 1994, gdy podpisała z Izraelem traktat pokojowy).
W pierwszych latach po ogłoszeniu niepodległości przez oba państwa zagrożeniem dla Syrii były dążenia dynastii Haszymitów do zjednoczenia pod swoim panowaniem zarówno Jordanii, jak i Syrii. Chociaż obydwa kraje walczyły przeciwko Izraelowi w I wojnie izraelsko-arabskiej, w Damaszku zagrożenie ze strony Ammanu uważano za poważniejsze, niż problem żydowskiej obecności w Palestynie. Rządzący od 1952 król Jordanii Husajn i otaczająca go elita władzy nastawieni byli prozachodnio, podczas gdy w Syrii w tej samej dekadzie rosły wpływy lewicy. W 1958 Syria i naserowski Egipt utworzyły Zjednoczoną Republikę Arabską. Jako przeciwwaga dla niej ogłoszona została unia Jordanii i Iraku, jednak rewolucja w tym kraju doprowadziła do jej zerwania. W latach istnienia ZRA (1958-1961) syryjskie służby bezpieczeństwa starały się zdestabilizować sytuację w Jordanii poprzez akty sabotażu i zamachy. Dalsze pogorszenie wzajemnych relacji przyniosło przejęcie władzy w Syrii przez partię Baas, głoszącą hasła socjalistyczne i panarabskie, a następnie objęcie rządów w Damaszku przez radykalne skrzydło tejże partii. Mimo to w 1967 Jordania zdecydowała się wspólnie z Egiptem i Syrią wziąć udział w kolejnej wojnie z Izraelem, która zakończyła się klęską koalicji państw arabskich.
Kolejny kryzys w stosunkach jordańsko-syryjskich nastąpił w 1970, gdy król Jordanii zdecydował o usunięciu z terytorium kraju zbrojnych formacji palestyńskich, a Syria bezskutecznie interweniowała w ich obronie. Trzy lata później w wojnie Jom Kipur udział Jordanii po stronie arabskiej był jedynie symboliczny. Względnie poprawne relacje obu krajów utrzymały się do momentu, gdy Jordania ogłosiła ponowne udzielenie poparcia Organizacji Wyzwolenia Palestyny, której Syria nie ufała, chcąc, by ewentualne państwo palestyńskie było częścią Syrii lub przynajmniej pozostawało w sferze jej wpływów. W latach 80. XX wieku Jordania udzielała pomocy syryjskim Braciom Muzułmańskim, prowadzącym działania sabotażowe, a następnie także zbrojne, przeciwko autorytarnym i świeckim rządom partii Baas z Hafizem al-Asadem na czele. Do 1991 problemem we wzajemnych relacjach były również bliskie stosunki Jordanii z Irakiem, nieprzyjaznym wobec Syrii. W kolejnych latach Jordania zacieśniała współpracę ze Stanami Zjednoczonymi, zaś w 1994 podpisała traktat pokojowy z Izraelem. Syria w tym samym czasie uważana była przez USA za państwo popierające terroryzm, w polityce zagranicznej pozostaje nieprzyjazna Izraelowi i otrzymuje pomoc rosyjską.

## 1945-1963

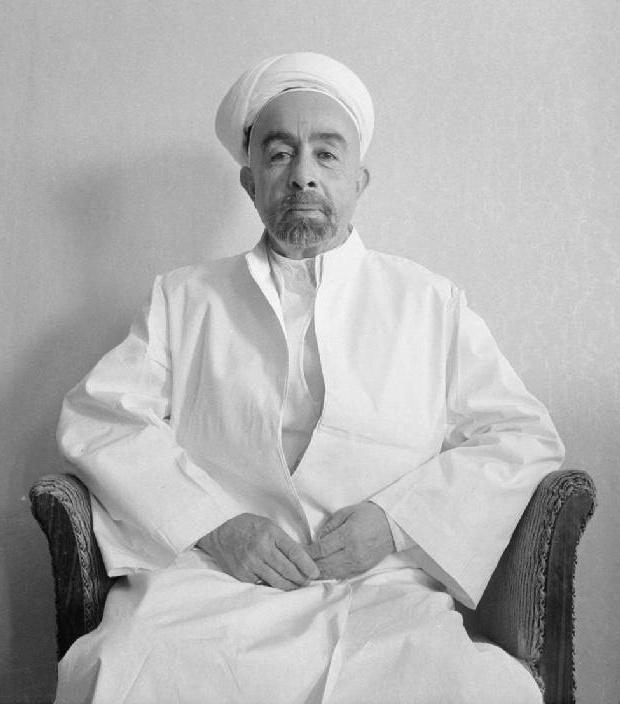
Król Jordanii Abd Allah I dążył w końcu lat 40. XX wieku do utworzenia rządzonego przez Haszymitów królestwa na obszarze Wielkiej Syrii

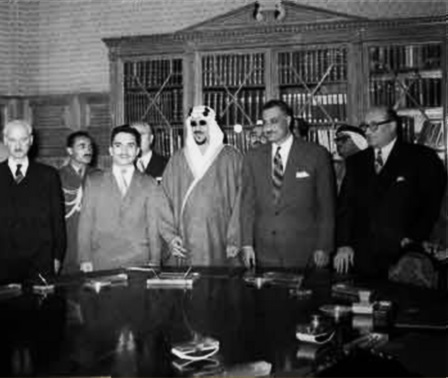
Podpisanie arabskiego paktu o wzajemnej obronie, 1957. Od lewej premier Jordanii Sulajman an-Nabulusi, król Jordanii Husajn, król Arabii Saudyjskiej Su’ud, prezydent Egiptu Dżamal Abd an-Nasir, premier Syrii Sabri al-Asali

Niepodległe państwa syryjskie i jordańskie powstały w 1946, gdy pełną suwerenność otrzymały dawny francuski mandat Syrii i Libanu i brytyjski mandat Transjordanii. Stosunki obu krajów były trudne. Syria była republiką parlamentarną, natomiast Jordania - monarchią rządzoną przez dynastię Haszymitów. Król Abd Allah I zamierzał rozciągnąć swoją władzę także na Syrię i koronować się na króla Wielkiej Syrii. Ponieważ armia jordańska była w końcu lat 40. XX wieku najsilniejszą armią arabską, zagrożenie to postrzegano w Syrii jako realne. W sierpniu 1947 Abd Allah wezwał nawet przez radio do utworzenia wspólnego państwa jordańsko-syryjsko-irackiego i skierował zaproszenia do współpracy w tym zakresie do wszystkich syryjskich parlamentarzystów. Jordańskie ambicje traktowano w Syrii jako zagrożenie poważniejsze, niż żydowskie osadnictwo w Palestynie i powstanie państwa Izrael. Obydwa kraje negatywnie oceniały powstanie Izraela i wspólnie zaatakowały to państwo w wojnie w 1948 r., jednak Syria odnosiła się do Jordanii z dużą nieufnością. Damaszek poparł utworzenie Arabskiej Armii Wyzwoleńczej, by to ona, a nie armia jordańska, zajęła w planowanej wojnie z Izraelem północną część terytorium przewidywanego przez ONZ państwa arabskiego w Palestynie, a także by odstraszała Jordanię od zaatakowania Syrii. Zarówno Syria, jak i Jordania były sygnatariuszami Arabskiego Paktu Wzajemnego Bezpieczeństwa, w którym uczestniczyły również Arabia Saudyjska, Irak, Liban, Egipt i Jemen. Sygnatariusze paktu zobowiązywali się do wzajemnej pomocy, ale również zgadzali się, by każde z państw przyjmowało zachodnią pomoc wojskową i zachodnich doradców.
Syria w latach 50. XX w. współpracowała z rewolucyjnym Egiptem, zaś w 1956 nawiązała stosunki dyplomatyczne ze Związkiem Radzieckim i zaczęła przyjmować od niego pomoc wojskową. Z kolei elity polityczne Jordanii z królem Husajnem na czele w latach 50. XX wieku sympatyzowały z Wielką Brytanią i Stanami Zjednoczonymi. Rządy Haszymitów w Ammanie były jednak na tyle niepewne, że - licząc się z opinią publiczną - król nie mógł otwarcie prowadzić polityki prozachodniej. W 1955 pod wpływem masowych protestów lewicowej opozycji (jordański oddział partii Baas, Partia Narodowych Socjalistów i mniejsze organizacje) oraz jordańskich Braci Muzułmańskich Husajn odmówił wprowadzenia Jordanii do Paktu Bagdadzkiego. Rosnąca popularność idei panarabskich w Jordanii sprawiła, że w wyborach parlamentarnych w 1956 22 z 40 mandatów zdobyły partie opozycyjne (z czego 17 - lewicowe), a na czele rządu stanął lider Partii Narodowych Socjalistów Sulajman an-Nabulusi. Otwarcie zaczął on zacieśniać kontakty Jordanii z Egiptem i Syrią, a następnie podjął starania na rzecz nawiązania stosunków dyplomatycznych z ZSRR. Wówczas Husajn zdymisjonował premiera, na co wpływ miał nacisk USA. Aby uniknąć związania się Jordanii z proradzieckimi państwami Bliskiego Wschodu, USA zaczęły przekazywać Ammanowi stałe wsparcie ekonomiczne.
W tym samym czasie Syria i Egipt prowadziły rozmowy nad zawarciem unii (co miało być pierwszym krokiem w procesie unifikacji świata arabskiego w jednym państwie), zakończone utworzeniem w 1958 Zjednoczonej Republiki Arabskiej. Państwo to było wobec Jordanii otwarcie nieprzyjazne i starało się destabilizować monarchię haszymicką. Granica między ZRA i Jordanią (jordańsko-syryjska) została zamknięta. Syryjskie służby bezpieczeństwa finansowały w latach 1959-1961 akty sabotażu na terenie kraju (niszczenie lotnisk, mostów, magazynów, ataki na ambasady). 29 sierpnia 1960 ofiarą zamachu zorganizowanego przez Syryjczyków padł prozachodni premier Jordanii Hazza al-Madżali. Jako przeciwwagę dla ZRA Jordania podjęła najpierw starania o unię z Arabią Saudyjską, a wobec niechętnego stanowiska króla Su’uda - z Irakiem, w którym również rządzili Haszymici. Unię jordańsko-iracką ogłoszono 14 lutego 1958, jednak zjednoczone haszymickie państwo upadło jednak po pięciu miesiącach wskutek rewolucji w Iraku w lipcu 1958. Unia syryjsko-egipska przetrwała natomiast do 1961. Zakończył ją zamach stanu pod dowództwem Abd al-Karima an-Nahlawiego. Mieszkańcy Syrii nie protestowali przeciwko zerwaniu unii, a syryjscy zwolennicy panarabizmu, którzy działali trzy lata wcześniej na rzecz jej zawiązania, byli zbyt rozczarowali faktycznym zdominowaniem Syrii przez Egipt, by przeciwdziałać rozpadowi ZRA. Zamach stanu an-Nahlawiego był popierany przez Arabię Saudyjską i Jordanię, które z ulgą przyjęły osłabienie sojuszu lewicowych państw arabskich. Także po rozpadzie ZRA Jordania uważała Syrię za nieprzyjaznego sąsiada. Wobec faktu, że potencjał demograficzny, militarny i gospodarczy kraju także był niewielki, nadto jako zagrożenie i wroga stale postrzegano Izrael, Jordania w polityce zagranicznej stała się jednoznacznie proamerykańska.

## 1963-1970

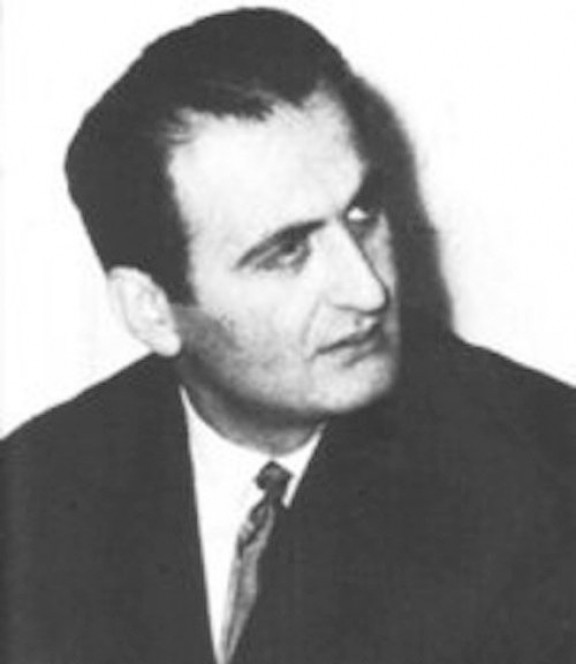
Sprawując faktyczną władzę w Syrii Salah Dżadid prowadził zarówno politykę konfrontacji z Izraelem, jak i z monarchiami arabskimi, w tym Jordanią

8 marca 1963 Komitet Wojskowy partii Baas przeprowadził w Syrii zamach stanu, po którym partia ta przejęła władzę w kraju. W myśl ideologii baasistowskiej stawiała sobie za cel zjednoczenie Arabów w jednym, socjalistycznym państwie. Podstawowym doraźnym celem polityki zagranicznej Syrii stało się natomiast zwalczanie Izraela i utworzenie państwa arabskiego w Palestynie. Jordania była przedmiotem ostrej krytyki ze strony baasistowskiego rządu, który w swojej propagandzie atakował nie tylko Izrael, ale i „reakcyjne” arabskie monarchie. Działo się tak zwłaszcza po drugim zamachu stanu w Syrii, który przeprowadziło 23 lutego 1966 radykalne skrzydło partii Baas na czele z Salahem Dżadidem i Hafizem al-Asadem.
W maju 1967 król Jordanii Husajn dokonał nieoczekiwanego zwrotu politycznego, zawierając sojusz z Egiptem, chociaż stosunki obu krajów w poprzednich latach nie były dobre. W rezultacie Jordania wspólnie z Egiptem i Syrią ponownie zaatakowała Izrael, jednak również ta wojna zakończyła się klęską państw arabskich. Taki wynik wojny doprowadził do dalszej radykalizacji palestyńskich organizacji zbrojnych w Jordanii. Ich przywódcy doszli do przekonania, że powstanie niepodległej Palestyny będzie możliwe jedynie drogą „wojny ludowej” - samodzielnych działań partyzanckich. Zamierzali prowadzić w pełni niezależne od państw arabskich działania zbrojne mimo faktu, że ich organizacje były zależne od ich materialnego wsparcia. Dopuścili także możliwość atakowania krajów, które ich gościły, jeśli uznali to za korzystne dla własnych celów. Od listopada 1968 palestyńskie formacje zbrojne atakowały oddziały wojska jordańskiego. Konflikt wewnętrzny w Jordanii nasilał się. We wrześniu 1970 Ludowy Front Wyzwolenia Palestyny ogłosił utworzenie wolnego państwa palestyńskiego w północnej Jordanii. Wówczas król Husajn nakazał oddziałom jordańskim uderzyć na obozy uchodźców palestyńskich pod Ammanem, z których rekrutowali się zwolennicy LFWP i OWP. Doszło do kilkunastodniowych walk, zakończonych klęską Palestyńczyków. Konflikt palestyńsko-jordański był podsycany przez Syrię. Rząd baasistowskich radykałów zachęcał Palestyńczyków do walki z królem Husajnem, przekazywał palestyńskim formacjom broń. i deklarował pomoc wojskową Syrii w razie eskalacji walk. Gdy jednak Jordania otwarcie przystąpiła do usuwania palestyńskich formacji ze swojego terytorium, Syria nie zaangażowała się całkowicie w wojnę z monarchią haszymicką, a jedynie starała się uzyskać dla Palestyńczyków niewielkie terytorium przy granicy jordańsko-syryjskiej. Jego wyodrębnienie miało być punktem wyjścia w rozmowach pokojowych z Husajnem.
W syryjskiej elicie władzy trwał w tym samym czasie zacięty konflikt o władzę w państwie między Salahem Dżadidem, przewodzącym syryjskiej partii Baas, a ministrem obrony Hafizem al-Asadem. Różnili się oni w kwestii polityki zagranicznej. Al-Asad uważał, że po klęsce w wojnie sześciodniowej Syria powinna złagodzić politykę wobec monarchii arabskich i zrezygnować z tak znacznego, jak do tej pory, wspierania partyzantki palestyńskiej. Dżadid zamierzał natomiast kontynuować dotychczasową politykę i interweniować w obronie OWP i LFWP w Jordanii. W rezultacie dwieście czołgów syryjskich, oficjalnie obsługiwanych przez bojowników OWP, przekroczyło granicę syryjsko-jordańską, pomagając Palestyńczykom ponownie opanować Irbit i Adżlun. Hafiz al-Asad, który godził się na przekazywanie OWP broni, był przeciwnikiem interwencji, która jego zdaniem mogłaby wplątać kraj w wojnę z Izraelem lub nawet ze Stanami Zjednoczonymi, nieuchronnie przegraną. Nie skierował zatem syryjskiego lotnictwa do Jordanii wspólnie z siłami pancernymi, co stało się przyczyną klęski interweniujących, którzy musieli wycofać się po trzech dniach. Wojsko jordańskie do marca 1971 wyparło formacje palestyńskie do Libanu. W Syrii rezultatem klęski interwencji była najpierw próba usunięcia ze stanowiska ministra obrony Hafiza al-Asada, a następnie przeprowadzenie przez niego zamachu stanu. Al-Asad przejął dyktatorską władzę w kraju i utrzymywał ją do śmierci w 2000.

## 1970-1994
Usunięcie organizacji palestyńskich z terytorium Jordanii zostało powszechnie potępione przez państwa arabskie, chociaż niektóre z nich w rzeczywistości uznawały, że król Husajn postąpił słusznie. Aby uniknąć izolacji, Jordania zaczęła dążyć do poprawy stosunków z Egiptem i z Syrią, co szybko udało się osiągnąć, gdyż w obydwu państwach doszło do zmian w elicie władzy i przejęcia najwyższych urzędów państwowych przez polityków bardziej umiarkowanych niż poprzednicy. W Syrii Hafiz al-Asad koncentrował się na konsolidacji niedawno zdobytej władzy i na przygotowaniach do kolejnej wojny z Izraelem. W wojnie Jom Kipur w październiku 1973 Jordania wzięła jedynie symboliczny udział, kierując jedną brygadę czołgów na wzgórza Golan, gdzie miała wesprzeć wojska syryjskie. Wojska te dotarły na miejsce kilka godzin przed tym, gdy al-Asad zgodził się na rozejm. Jordania, jako sojusznik USA, współpracowała natomiast z wywiadem izraelskim. Przez kilka lat stosunki syryjsko-jordańskie pozostawały poprawne. Hafiz al-Asad dążył do tego, by Jordania, podobnie jak Palestyńczycy i Liban, popierała go w konflikcie z Izraelem. Długofalowo prezydent Syrii miał nadzieję na rozszerzenie hegemonii Damaszku na całe terytorium Wielkiej Syrii, tj. poza Syrią również na obszar Jordanii, Libanu i Palestyny (nazywanej przez al-Asada Syrią Południową). Relacje obu krajów nieco pogorszyły się podczas wojny domowej w Libanie, po tym, gdy Syria wystąpiła przeciwko Organizacji Wyzwolenia Palestyny, nie chcąc, by ruch palestyński rozwijał się zupełnie poza kontrolą Damaszku. Jordania w tej sytuacji w 1977 ponownie nawiązując oficjalne stosunki z organizacją i deklarując poparcie dla jej działalności. Dalsze pogorszenie się relacji z Syrią nastąpiło w rezultacie poprawy stosunków jordańsko-irackich. Od 1968 władzę w Bagdadzie sprawował miejscowy oddział partii Baas, jednak partie iracka i syryjska nie uznawały się nawzajem, zarzucały sobie wypaczenie pierwotnej doktryny baasistowskiej i rywalizowały o przewodnictwo w ruchu panarabskim. Przyjaźń z Irakiem przynosiła Jordanii bezpośrednie korzyści (Saddam Husajn przekazywał Jordanii pomoc finansową, pewne kwoty przekazując wprost królowi na jego konta), równocześnie jednak przekładała się na chłodne stosunki z Syrią zwłaszcza po 1979, gdy Saddam Husajn, ogłosiwszy się prezydentem Iraku, oskarżył władze syryjskie o spisek przeciwko swoim rządom.
Irak i Jordania w latach 80. XX wieku wspólnie podjęły działania na rzecz zdestabilizowania sytuacji wewnętrznej w Syrii, popierając fundamentalistyczne organizacje sunnickie, przede wszystkim syryjskie struktury Braci Muzułmańskich. Na terenie Jordanii szkolono islamskich bojowników, którzy mieli dokonywać ataków w Syrii. W odpowiedzi w Damaszku przygotowywano zamachy na aktywistów Bractwa w Jordanii. W 1980 Syria i Jordania postawiły swoje wojska w stan gotowości bojowej, ostatecznie jednak nie doszło do otwartej konfrontacji. Dwa lata później do Jordanii emigrowała znaczna grupa działaczy organizacji fundamentalistycznych, uczestników nieudanego powstania antyrządowego w Syrii. Widząc jego stłumienie, Jordania wycofała się z tego typu działań przeciwko rządom al-Asada. W 1985 doszło do czasowej poprawy stosunków obu krajów, gdyż król Husajn przeprosił rząd Syrii za udzielanie pomocy Braciom Muzułmańskim w Syrii. Podczas wojny iracko-irańskiej Jordania i Syria popierały różne strony konfliktu - odpowiednio Irak i Iran. Jordania wsparła Irak również podczas agresji na Kuwejt. Syria natomiast, widząc, że jej wieloletni sojusz z ZSRR traci całkowicie na znaczeniu, podjęła decyzję o dołączeniu do kierowanej przez USA koalicji antyirackiej w wojnie w Zatoce Perskiej.
Obydwa kraje w 1991 wzięły natomiast udział w konferencji pokojowej w Madrycie, na której obecna była również delegacja izraelska i libańska; częścią delegacji Jordanii byli przedstawiciele organizacji palestyńskich. Prezydent George H.W. Bush USA stwierdził podczas otwarcia konferencji, że jego kraj oczekuje zarówno podjęcia rozmów izraelsko-palestyńskich, jak i rozmów między Izraelem a poszczególnymi państwami arabskimi. Rozmowy izraelsko-syryjskie nie dały żadnych rezultatów, natomiast prowadzone pod naciskiem amerykańskim negocjacje między Izraelem a Jordanią doprowadziły do podpisania w 1994 traktatu pokojowego, po którym Amman jako drugie państwo arabskie uznał Izrael. W kolejnych latach Jordania zacieśniała współpracę ekonomiczną z Izraelem, podczas gdy Syria nadal uznawała to państwo za wrogie. 

## XXI w.
Na początku XXI w. relacje jordańsko-syryjskie, chociaż nie otwarcie wrogie, pozostawały trudne z uwagi na odmienną orientację geopolityczną obu krajów. Jordania pozostawała sojusznikiem Stanów Zjednoczonych, Syrię zaś USA zaliczało do państw wspierających terroryzm. Po wybuchu wojny domowej w Syrii Jordania zajęła stanowisko umiarkowanie przychylne obaleniu rządów Baszszara al-Asada i nieoficjalnie wspierała opozycję. W październiku 2012 grupa uzbrojonych fundamentalistów walczących przeciwko al-Asadowi usiłowało przedostać się z Syrii do Jordanii. W starciu na granicy zginął jordański żołnierz i czterech bojowników.
Syryjski konflikt wewnętrzny jest zagrożeniem dla stabilności Jordanii. Według danych z kwietnia 2014 Jordania przyjęła 588 tys. uchodźców z Syrii. W maju tego samego roku Amman wydalił ambasadora Syrii Bahdżata Sulajmana, zaś w odpowiedzi Damaszek zdecydował o wydaleniu jordańskiego chargé d’affaires (stanowisko ambasadora od kwietnia tego samego roku pozostawało nieobsadzone).